# Mazama bricenii
Mazama bricenii is een zoogdier uit de familie van de hertachtigen (Cervidae). De wetenschappelijke naam van de soort werd voor het eerst geldig gepubliceerd door Thomas in 1908.

## Voorkomen
De soort komt voor in Colombia en Venezuela.